# Albion Rovers Football Club
Albion Rovers Football Club é um time de futebol semi-profissional de Coatbridge, North Lanarkshire, Escócia. Eles são membros da Scottish Professional Football League (SPFL) e jogam na Scottish League Two, a quarta divisão do Sistema de ligas de futebol da Escócia. Fundado em 1882 como resultado da fusão de duas equipes, Albion e Rovers, o clube ingressou na Scottish Football League inicialmente em 1903 antes de retornar em 1919 e, embora tenham passado a maior parte do tempo nas divisões inferiores, mantiveram sua associação desde então. Suas únicas grandes honras durante esse período foram as vitórias nas duas divisões inferiores do sistema da liga sênior.
O estádio do clube, Cliftonhill, foi inaugurado em 25 de dezembro de 1919.

## História

### Primeiros anos

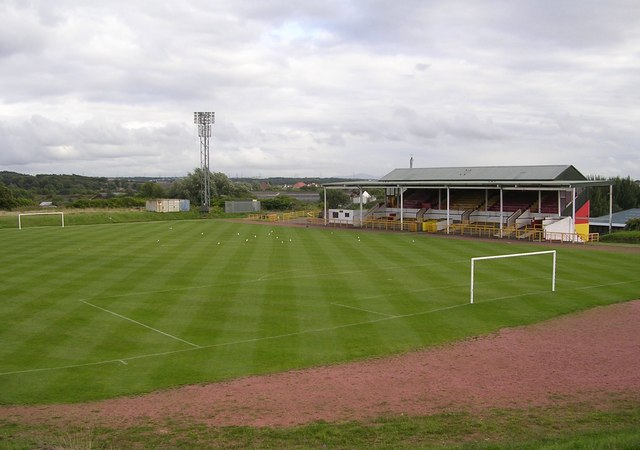
Cliftonhill, o estádio do Albion Rovers.

O Albion Rovers foi formado em 1882 a partir de uma fusão de dois lados de Coatbridge, Albion FC e Rovers FC, e jogou no Meadow Park a partir daquele ano. Depois de chegar a seis finais de copas locais em seus primeiros nove anos e perder todas elas, o Rovers finalmente ganhou um troféu em seu décimo ano ao derrotar o Royal Albert por 5 a 2 na final da Larkhall Charity Cup, e seguiu apenas 8 dias depois com um 5-3 triunfo sobre Airdrieonians na final da Airdrie Charity Cup.
O clube ingressou na Segunda Divisão da Liga Escocesa de Futebol em 1903, juntamente com Ayr Parkhouse, após uma pequena expansão nos números. Rovers se estabeleceram na Liga razoavelmente bem, embora sem nunca conquistar a promoção. O maior sucesso do Rovers na era pré-guerra foi vencer a Copa Escocesa de Qualificação em 1913-14 ao derrotar o Dundee Hibernian por 3 a 0 na final em Tynecastle. Em 1915, a Liga Escocesa de Futebol foi fundida em uma única estrutura de divisão, com a segunda divisão desfeita. Os Rovers se mudaram para se juntar à Western Football League e se mudaram para sua atual casa em Cliftonhill em 1919. Eles estavam perto de retornar à Liga Escocesa em 1917, mas perderam em uma votação entre Clydebank, Vale of Leven e Stevenston United.

#### Jimmy Conlin
Jimmy Conlin jogou pelo Rovers de 1901 até 1904, ajudando o clube a vencer o Campeonato Escocês Combinado de 1901–02. Ele foi transferido para o Bradford City e jogou pela Inglaterra, país de seu nascimento, contra a Escócia no Hampden Park em 1906. Ele foi posteriormente transferido para o Manchester City por £ 1.000, o que o tornou o jogador de futebol mais caro do mundo na época, junto com Alf Common.

### Copa da Escócia de 1919–20
Com seu novo estádio concluído, o Rovers retornou à Liga Escocesa de divisão única para a temporada 1919–20. Embora tenha terminado em último lugar, o clube desfrutou possivelmente de seu melhor momento quando derrotou o Rangers na semifinal da Copa da Escócia, antes de perder por 3 a 2 para o Kilmarnock na final.
O Rovers permaneceu um time de primeira diivsão mesmo após o retorno da Segunda Divisão até seu rebaixamento em 1923. Foi durante esse período que John Jock White se tornou o único jogador de seleção do Rovers, aparecendo pela Escócia em uma partida contra o País de Gales. O clube permaneceu na Segunda Divisão até a temporada 1933–34, quando conquistou o título por um ponto do Dunfermline Athletic. Das cinco temporadas imediatamente anteriores à Segunda Guerra Mundial, os Rovers passaram todas, exceto uma, como um time de primeira divisão. Eles participaram da Emergency Western League durante a temporada 1939–40 antes de se transferir para a Southern Football League. Apesar de lutar de vez em quando para obter um lado completo, os Rovers conseguiram sobreviver à guerra em boa forma.

## Equipes derivadas
Albion Rovers de Newport, País de Gales, jogando na Gwent County League, foram nomeados após o lado de Coatbridge por expatriados. Há também clubes com o mesmo nome na Austrália e na República da Irlanda.